# Eremia totta
Eremia totta là một loài thực vật có hoa trong họ Thạch nam. Loài này được (Thunb.) D.Don mô tả khoa học đầu tiên năm 1834.